# Paraleptophlebia calcarica
Paraleptophlebia calcarica är en dagsländeart som beskrevs av Robotham och Allen 1988. Paraleptophlebia calcarica ingår i släktet Paraleptophlebia och familjen starrdagsländor. Inga underarter finns listade i Catalogue of Life.